# Onesia americana
Onesia americana este o specie de muște din genul Onesia, familia Calliphoridae. A fost descrisă pentru prima dată de Ignaz Rudolph Schiner în anul 1868. Conform Catalogue of Life specia Onesia americana nu are subspecii cunoscute.